# Calvinistensturm

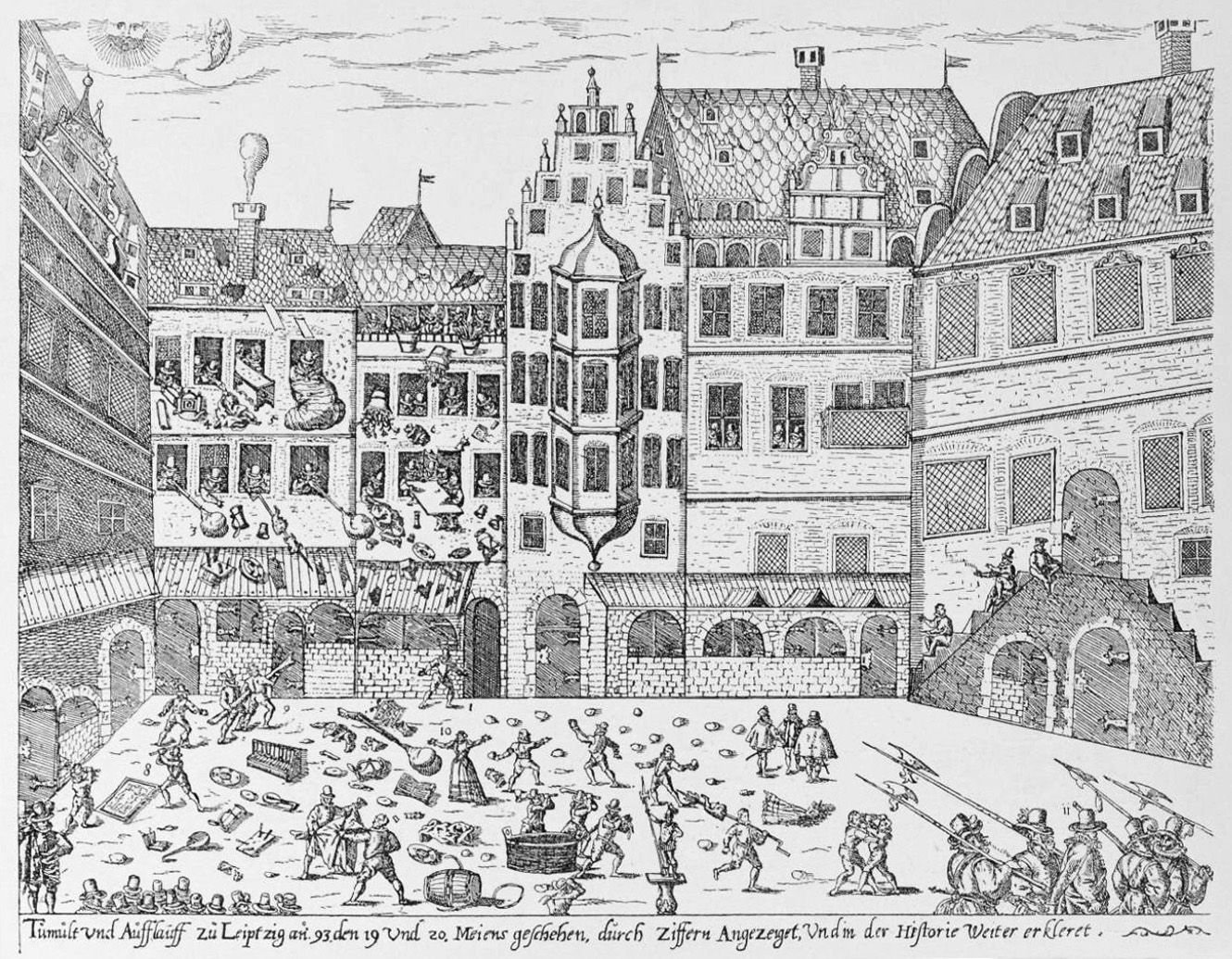
Erstürmung und Plünderung des Hauses des Calvinisten Adolph Weinhaus am Naschmarkt in Leipzig am 20. Mai 1593

Als Calvinistensturm wird der tumultartige Höhepunkt der theologischen Auseinandersetzung der orthodoxen Lutheraner mit den Calvinisten in Leipzig im Mai 1593 bezeichnet, bei dem die Häuser reicher calvinistisch gesinnter Kaufleute gestürmt und geplündert wurden.

## Vorgeschichte

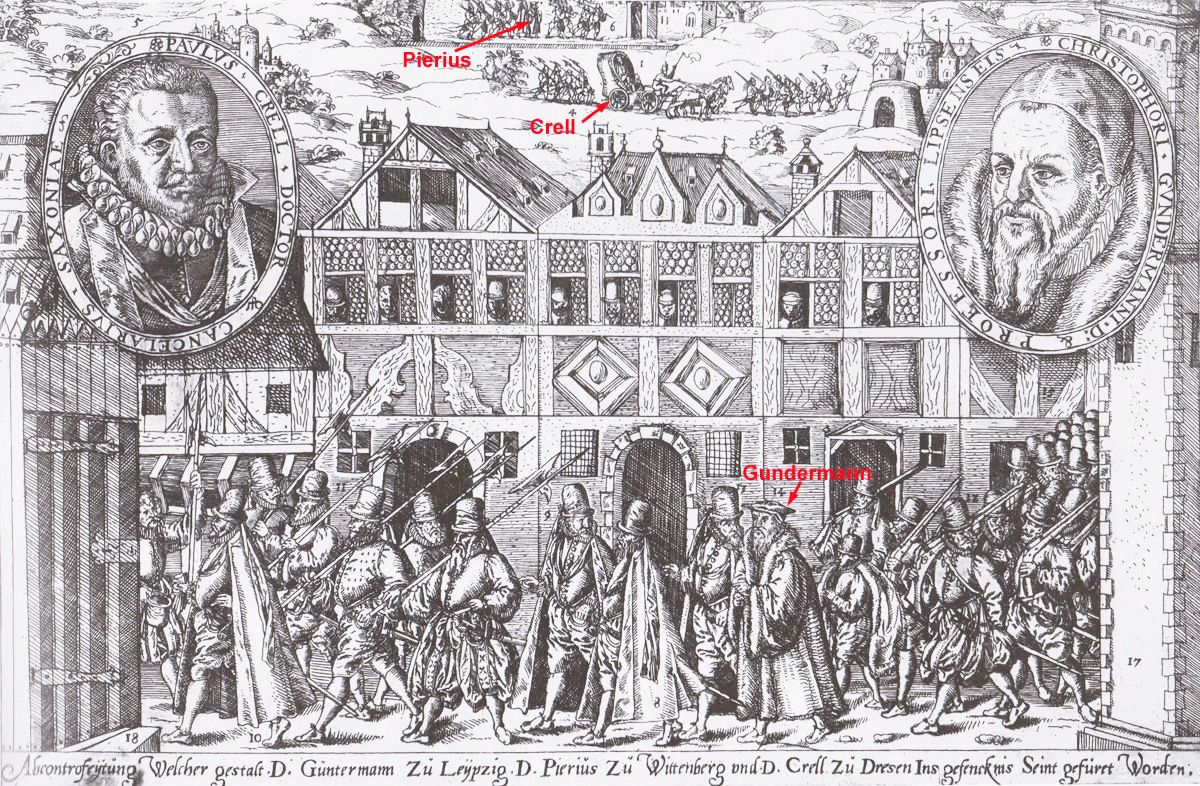
Die Verhaftung Gundermanns (Hauptbild) und weiterer Calvinisten

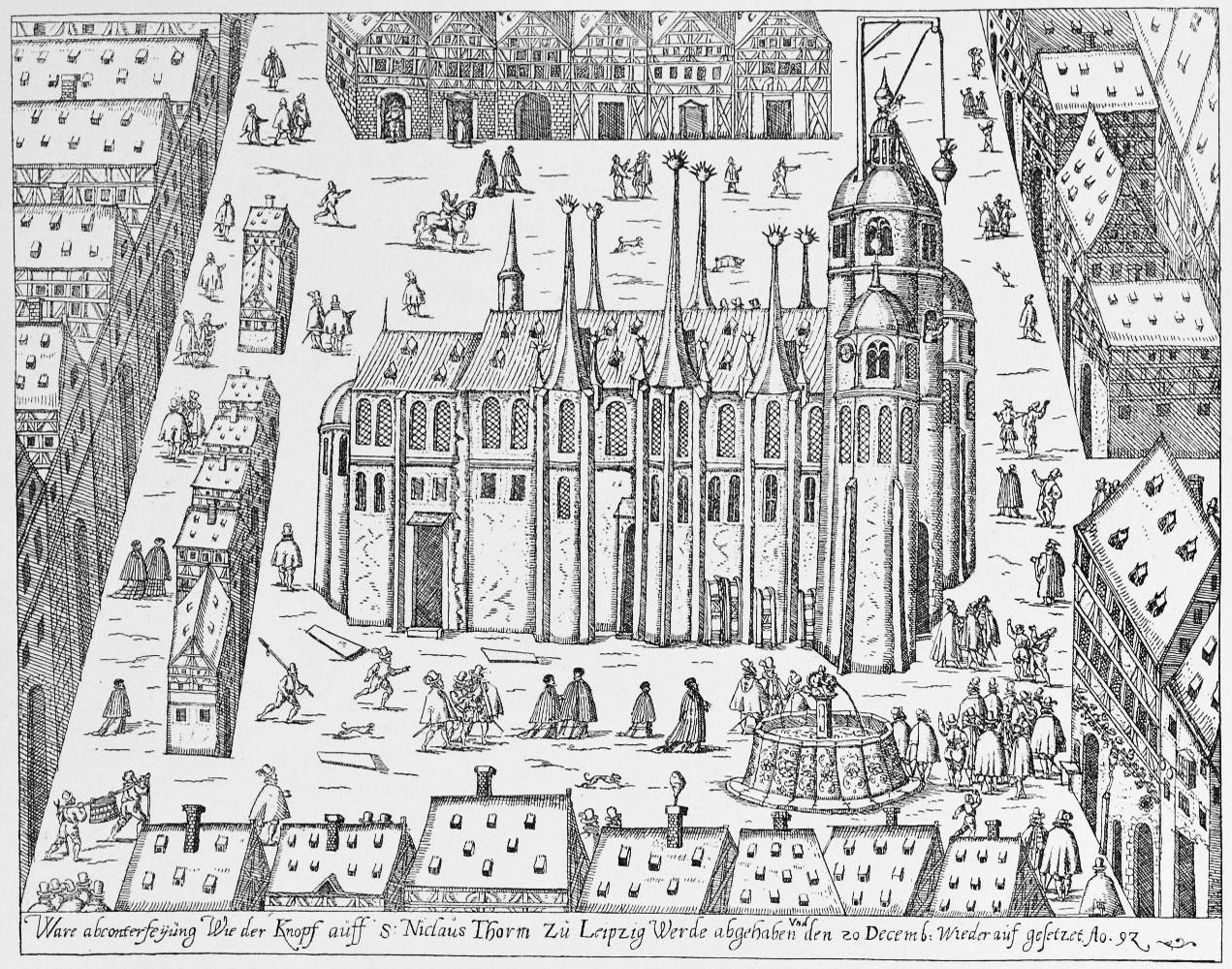
Kontrolle der Turmkugel der Leipziger Nikolaikirche 1592 auf calvinistische Schriften

Unter Kurfürst Christian I. (1560–1592) und Kanzler Nikolaus Krell (1550–1601) wurde Ende der 1580er Jahre in Sachsen die sich seit Luthers Tod herausbildende Luthersche Orthodoxie zurückgedrängt, und die dem Calvinismus Zugeneigten gewannen an Einfluss. Insbesondere Leipzig war durch die Einwanderung niederländischer Kaufleute zu einem Zentrum des sogenannten verdeckten Calvinismus (Kryptocalvinismus) geworden. 1589 wurde der lutherisch-orthodoxe Leipziger Universitätsprofessor und Pfarrer der Thomaskirche Nikolaus Selnecker (1530–1592) durch den Calvinisten Christoph Gundermann (1549–1622) ersetzt. Auch weitere einflussreiche Ämter wurden mit Calvinisten besetzt.
Die Situation änderte sich mit dem Tod Christians I. 1591 und der Entmachtung und späteren (1601) Hinrichtung Krells. Unter dem Einfluss der Witwe des Kurfürsten, Sophie von Brandenburg (1568–1622), und der vormundschaftlichen Regierung von Herzog Wilhelm I. von Sachsen-Weimar (1562–1602) (für den noch unmündigen Christian II. (1583–1611)) wurde die alte Ordnung konsequent wiederhergestellt. Schon am 15. Dezember 1591 wurde Pfarrer Gundermann als Calvinist verhaftet und in die Pleißenburg überführt. Im Februar 1592 beschloss der Landtag, alle Calvinisten aus Verwaltungen, Gerichten, Schulen und Kirchen zu entfernen.
In Leipzig mussten alle des Calvinismus verdächtigen Personen auf dem Rathaus erscheinen und ihre Abkehr vom Calvinismus unterschreiben. Vier Ratsherren verweigerten die Unterschrift, was ihre Entlassung aus dem Amt zur Folge hatte. Die Verfolgung des Calvinismus ging so weit, dass man im Dezember 1592 die Turmkugel der 1591 renovierten Nikolaikirche untersuchte, weil man darin calvinistische Schriften vermutete, aber keine fand. In Leipzig vermischten sich die religiösen Spannungen mit sozialen, da die eingewanderten reichen Kaufleute zumeist calvinistisch gesinnt waren.

## Das Ereignis
Am 14. Mai 1593 kam es im Haus des als Calvinisten verdächtigten Kaufmanns Adolph Weinhaus am Naschmarkt zu einem heftigen Streit zwischen dem Wittenberger lutherisch-orthodoxen Theologen Samuel Huber (1547–1624) und calvinistisch gesinnten Anwesenden um die rechte Bibelauslegung, wobei dem Wittenberger „übel mitgespielt“ wurde. Am 19. Mai erschienen in der Stadt Flugblätter, dem Text nach von Studenten verfasst, die zur Zerstörung des Weinhausschen Hauses aufriefen. Von Weinhaus beim Stadtrat angeforderte Schutzmaßnahmen fielen nur halbherzig aus. Einen ersten Angriff am gleichen Abend konnte Weinhaus mit Gewehrschüssen abwehren. Am 20. Mai stürmte eine aufgebrachte Menge, vor allem Handwerksgesellen und Studenten, das Haus und warf den gesamten Hausrat auf die Straße. Weinhaus hatte inzwischen fliehen können. Auch die Häuser weiterer reicher calvinistisch verdächtiger Kaufleute wurden angegriffen.
Erst jetzt, als die Revolte unbeherrschbar zu werden drohte, rief der Stadtrat die ihm wohlgesinnten Bürger zur Niederschlagung des Aufstands auf. Diese setzten dem Treiben zusammen mit den städtischen Söldnern ein Ende, aber erst dann, als der Rat die Ausweisung bestimmter calvinistischer Bürger (möglicherweise ökonomischer Konkurrenten) zugesichert hatte.

## Folgen

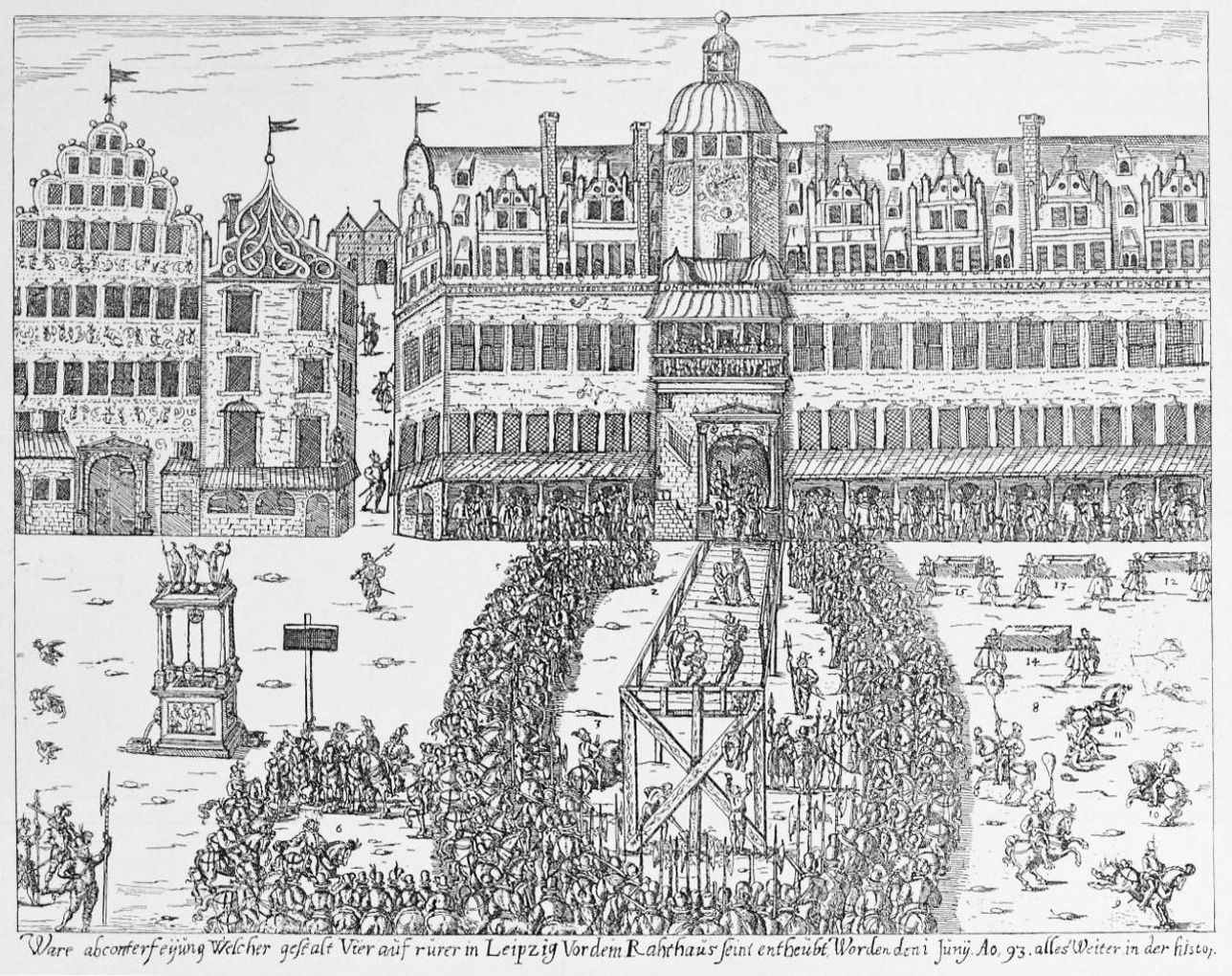
Enthauptung von vier Anführern des Calvinistensturms auf dem Marktplatz in Leipzig am 1. Juni 1593

Am nächsten Tag wurden durch einen Administrator der Landesregierung zwei Statthalter eingesetzt, die die strenge Bestrafung der Täter zu organisieren hatten. In der Thomaskirche wurde eine Warnungspredigt gegen mögliche Wiederholungen gehalten. Etwa vierzig Personen waren nach den Unruhen verhaftet worden. Neunzehn von ihnen kamen unter die Folter. Schließlich wurden vier von ihnen zum Tode durch das Schwert verurteilt. Die Hinrichtung fand am 1. Juni 1593 auf dem Leipziger Marktplatz statt.
Die vier Todeskandidaten waren der Kürschnergeselle Ambrosius Bartsch, genannt Fürst, ein Zimmerergeselle sowie ein Tagelöhner und ein Maurer. Studenten, welche die Mitinitiatoren waren, traf keine Bestrafung und auch keinen wohlhabenden Leipziger Bürger, unter denen vermutlich die geistigen Brandstifter zu suchen waren, die ihre Konkurrenzkämpfe unter dem religiösen Vorwand austrugen. Auch die versprochene Ausweisung calvinistischer Bürger wurde nur zum Teil realisiert.
Ruhe trat nicht ein. Vier Wochen nach der öffentlichen Hinrichtung wurde ein südlich der Stadt gelegenes Vorwerk des Peter Roth unter dem Vorwand in Brand gesteckt, er verberge dort Calvinisten. Nach dem Wiederaufbau hieß das Gut Brandvorwerk.